# دارلی انلاندو
دارلی انلاندو (انگلیسی: Darly N'Landu؛ زادهٔ ۱۴ ژوئیهٔ ۲۰۰۰) بازیکن فوتبال اهل فرانسه است.
از باشگاه‌هایی که در آن بازی کرده‌است می‌توان به باشگاه فوتبال لیل اشاره کرد.
وی همچنین در تیم‌های ملی فوتبال France national under-16 football team و زیر ۱۷ سال فرانسه بازی کرده‌است.